# Stresszinterjú
A stresszinterjú az állásinterjú egy fajtája, amelynek során az interjúztató célja az interjúalany stresszhelyzetbe hozása, hogy képet alkothasson annak stressztűréséről és a stresszhelyzetben alkalmazott reakcióiról.

## Eszközei
A stresszinterjú során alkalmazott eszközök változatosak lehetnek. A stresszhelyzet megteremtésének eszköze lehet például a szokatlan vagy zavaró interjúszituáció, az interjúztatók száma és viselkedése, a feltett kérdések módja és tartalma, a jelölt direkt értékelése. A leggyakrabban alkalmazott eszközök a következőek:
- Várakoztatás
- Az interjú váratlan vagy rendszeres megszakítása.
- Az interjúztatók nagy száma.
- Az interjúalanyra irányuló túlzott figyelem, vagy a figyelem (szemkontaktus, gesztikuláció) hiánya.
- Az intenzív, gondolkodásra kevés időt hagyó kérdezéstechnika.
- A jelölt tapasztalatainak és képességeinek értékelése, megkérdőjelezése.
- Azonnali szituációs gyakorlatok, feladatok az interjú során.

## Kritikája
A technikával szemben több ellenérv fogalmazható meg. Az ellenérvek miatt a technika megítélése ellentmondásos, egyes szakemberek annak alkalmazását mereven elutasítják.
- A validitás kérdése. - A technika ugyan bepillantást enged az interjú alanyának stressztűrésébe és stresszhelyzeti viselkedésébe, ám nem  biztos, hogy valóban azt a viselkedésmintát tárja fel, amelyet az alany stresszhelyzetben a leggyakrabban produkál.
- Érzelmi és image téren jelentkező következmények. - A stresszinterjú jellegéből eredően az interjúalanyban könnyen negatív benyomás alakulhat ki az interjúztatóról és az általa képviselt cégről.
- Etikai-jogi kérdések. - A stresszinterjú során nehéz megtartani azokat a határokat, amelyek a még törvényes állásinterjút és a törvény által tiltott negatív megkülönböztetéstől választja el. Az interjúkérdések ugyanis nem vonatkozhatnak magánéleti, a pozícióhoz nem köthető témákra (politikai, vallási, szexuális, egészségügyi vonatkozások stb.) és nem sérthetik őt méltóságában.

## Külső hivatkozások
- Kinek jó a stresszinterjú - fn.hu, 2007. április 20.
- Állásinterjú tippek - ezekre figyelj! - szfszakerto.hu[halott link]
- Stresszinterjú - mi van mögötte? - HR Café, 2011. május 3.
- Stresszinterjúk túlélése Archiválva 2011. november 10-i dátummal a Wayback Machine-ben - munka.org (hozzáférés: 2011. június 28.)
- Ezekre a kérdésekre számíthatsz az állásinterjún[halott link]